# La Serre
La Serre (okzitanisch: La Sèrra) ist ein Ort und eine südfranzösische Gemeinde mit 127 Einwohnern (Stand: 1. Januar 2022) im Département Aveyron in der Region Okzitanien (vor 2016 Midi-Pyrénées).  Sie gehört zum Arrondissement Millau und zum Kanton Causses-Rougiers. Die Einwohner werden Serrois genannt.

## Lage
La Serre liegt etwa 45 Kilometer ostsüdöstlich von Albi im Südwesten der historischen Provinz Rouergue. Umgeben wird La Serre von den Nachbargemeinden Martrin im Norden, Saint-Juéry im Osten, Combret im Süden sowie Saint-Sernin-sur-Rance im Südwesten und Westen.

## Geschichte
Die Bastide von La Serre wurde 1259 gegründet.

## Bevölkerungsentwicklung
| Jahr                       | 1962 | 1968 | 1975 | 1982 | 1990 | 1999 | 2006 | 2019 |
| Einwohner                  | 345  | 326  | 259  | 204  | 176  | 140  | 139  | 126  |
| Quellen: Cassini und INSEE |      |      |      |      |      |      |      |      |

## Sehenswürdigkeiten
- Kirche Saint-Christophe im Ortsteil Saint-Christophe
- Kapelle Saint-Amand im Ortsteil Anglas
- Himmelfahrtskirche (Église de l’Assomption) im Ortsteil Monteils